# Quintanilla Vivar
Quintanilla Vivar är en kommun i Spanien.   Den ligger i provinsen Provincia de Burgos och regionen Kastilien och Leon, i den norra delen av landet, 220 km norr om huvudstaden Madrid. Antalet invånare är 770. Arean är 13,4 kvadratkilometer. Quintanilla Vivar gränsar till Burgos, Alfoz de Quintanadueñas, Sotragero, Merindad de Río Ubierna, Valle de las Navas, Villayerno Morquillas och Quintanaortuño. 
Terrängen i Quintanilla Vivar är platt.